# Mindful moorden

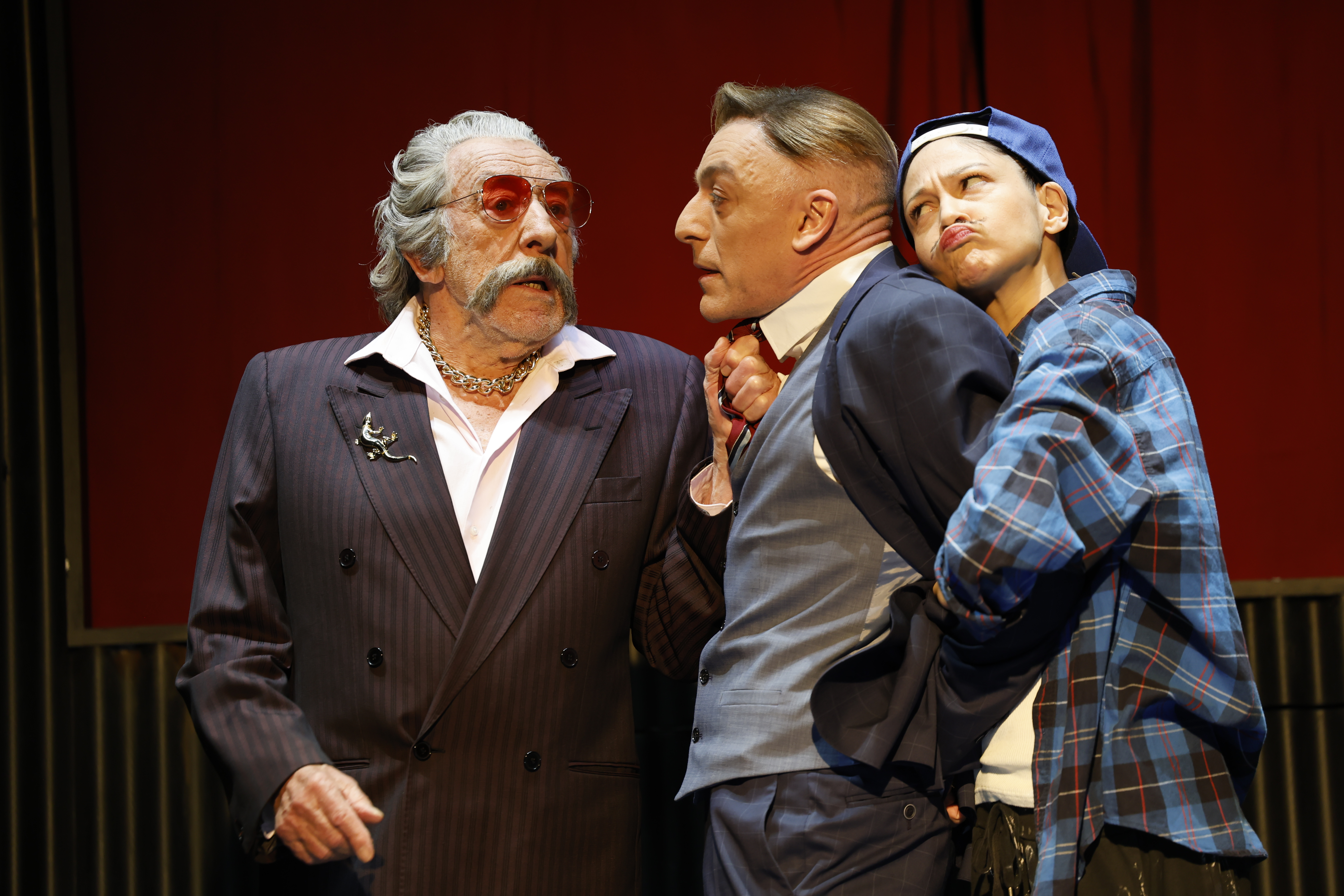
Productie in het Schlosspark Theater Berlijn (2024) met Dieter Hallervorden, Ines Nieri, Mario Ramos

Mindful moorden (oorspronkelijke Duitse titel Achtsam morden) is een serie misdaadromans van de Duitse auteur en advocaat Karsten Dusse. Het eerste deel kwam uit in 2019 en werd direct een bestseller. Eind oktober 2024 verscheen een bewerking van het eerste deel als achtdelige televisieserie op Netflix.

## Verhaal (eerste boek)
De advocaat Björn Diemel, die in Berlijn woont, heeft een veeleisende baan bij een advocatenkantoor. De belangrijkste cliënt van Diemel is Dragan Sergović, een kopstuk uit de Berlijnse onderwereld. Diemel wordt steevast ingeschakeld voor het oplossen van problemen rondom Sergović en zijn ondergeschikten.  
Het gezin van Diemel, dat verder bestaat uit zijn vrouw Katharina en zijn vierjarige dochtertje Emily, lijdt onder zijn werk en komt steevast op de tweede plaats. Zijn vrouw Katharina spoort hem daarom aan om een mindfulnesscoach te raadplegen. Diemel volgt het advies op, en na verschillende bezoeken aan zijn coach Joschka Breitner vindt Diemel een balans tussen werk en gezin. Als onderdeel hiervan besluit hij enige tijd gescheiden van zijn vrouw te wonen. 
Net nu Diemel zijn gezinsperikelen een beetje op orde begint te krijgen, veroorzaken Sergović en zijn assistent Sascha een groot probleem: op een openbare parkeerplaats vermoorden en verbranden zij de vertrouweling van de Russische gangster Boris, een ander kopstuk uit de Berlijnse onderwereld, na hardnekkige geruchten over drugshandel door Boris' ondergeschikten in een gebied dat enkel door Sergovićs netwerk van drugs voorzien zou moeten worden. Sergović en Boris waren ooit twee handen op een buik, tot de vriendin van Boris vreemdging met Sergović. Boris onthoofde hierop zijn vriendin en spijkerde haar torso aan Sergovićs deur. Sindsdien zijn de twee gezworen vijanden. 
De moord op Boris' rechterhand had in het geheim kunnen gebeuren, ware het niet dat er op het moment van de moord net een touringcar met een schoolklas vol tieners de parkeerplaats op reed, die met hun mobiele telefoons de gebeurtenis filmden en online zetten. Om vervolging te voorkomen, van zowel de politie als de Russische gangster Boris, adviseert Diemel Sergović om een tijdje onder te duiken. Diemel, die eigenlijk van plan was om het weekend alleen met zijn dochtertje door te brengen, smokkelt Sergović de stad uit in de kofferbak van zijn auto, en vertrekt met zijn dochtertje op de bijrijdersstoel naar een aan een meer gelegen zomerhuis van Sergović.  
Eenmaal aangekomen in het zomerhuis besluit Diemel de wijze raad van zijn mindfulnesscoach te volgen, en enkel aandacht te besteden aan één ding tegelijk: zijn dochtertje Emily. Hij brengt het met zon overgoten weekend door met zijn dochtertje Emily, terwijl hij Sergović in de kofferbak laat zitten. Pas nadat hij Emily terug bij haar moeder Katharina heeft afgeleverd, rijdt hij terug naar het meer om zijn cliënt Dragan Sergović uit de kofferbak te halen. Deze is inmiddels door de hitte overleden. Diemel haalt Sergović met behulp van een kraan uit de auto, zaagt hem in hanteerbare stukken, hakt hem vervolgens in stukken met een vleesmolen en gooit hem in het meer. Om te voorkomen dat het lichaam van Sergović ooit gevonden en geïdentificeerd kan worden, knipt hij daarbij de ringvinger van Sergović, met daaraan een karakteristieke ring, los om zich daar later van te kunnen ontdoen. Door samenloop van omstandigheden raakt hij de ringvinger echter kwijt. 
Met behulp van een door Sergović en Boris ontwikkelde techniek waarbij woorden en letters in een krant worden omcirkeld, stuurt Diemel vervolgens uit naam van Sergović opdrachten naar Sergović naaste ondergeschikten: de wapenhandelaar Walter, wiens illegale activiteiten verhuld worden als veiligheidsdienst, de ex-prostituee Carla, manager van Sergovićs bordelen, en drugshandelaar Toni, die zijn handel drijft in Sergovićs clubs. Om los te komen van het advocatenkantoor en voor zichzelf te beginnen, past Diemel chantage toe, en krijgt hij een enorme ontslagvergoeding van zijn voormalige werkgevers.
Dan beginnen de problemen pas echt. Eerst wordt de bedrijfsauto van Diemel opgeblazen. Dan wordt Murat, de rechterhand van drugshandelaar Toni, neergeschoten in een natuurpark. Toni vertelt Diemel dat Boris vermoedelijk achter beide aanslagen zit. Diemel weet hem echter te sussen en zo een bendeoorlog te voorkomen. Ondertussen vindt de politie de ringvinger van Sergović, met daaraan de karakteristieke zegelring. De rechercheur die het onderzoek leidt, is een oud-medestudent van Diemel. Hij neemt contact met Diemel op, maar die weet hem van zijn onschuld te overtuigen. Diemel stuurt stuurt Sascha vervolgens een bericht via een prepaid mobiele telefoon waarin hij de vermeende locatie van Sergović opgeeft, wat in werkelijkheid het appartement is van een secretaresse bij zijn voormalige advocatenkantoor. Even later hoort hij dat er een handgranaat is ontploft in het appartement van de secretaresse.
De professionele activiteiten van Diemel beginnen opnieuw zijn privéleven te beïnvloeden. Diemel en zijn vrouw zijn naarstig op zoek naar een kleuterschool voor hun dochter Emily, maar haar aanmelding bij "Als een vis in het water" wordt afgewezen omdat Diemel onlangs de uitbaters van de kleuterschool had bedreigd met een uitzettingsprocedure, zodat er een eersteklas bordeel in het pand gevestigd kon worden. Diemel schakelt Sacha in om het probleem op te lossen. Ze installeren illegale nazi-propaganda op de computers van de school om daarmee de uitbaters te chanteren, en nadat Sacha de neuzen van de eigenaren gebroken heeft, gaan deze akkoord met de verkoop van de kleuterschool aan Sergovićs bedrijf. Diemel rechtvaardigt de aankoop van de kleuterschool tegenover Walter, Carla en Sascha omdat deze zogenaamd zou kunnen dienen als een middel om druk uit te oefenen op ouders.
Na nog een aantal moorden, de marteling van Toni's neef Malte en gesprekken met Boris wordt eindelijk duidelijk dat Toni achter de geruchten zit, die destijds leidden tot de moord door Sergović op de openbare parkeerplaats. Toni wordt naar Boris gebracht om op diezelfde parkeerplaats geëxecuteerd te worden. Ter voorbereiding wordt hij ondersteboven aan een kruis gehangen, er wordt met ducttape een appel aan zijn mond vastgemaakt, en er worden handgranaten op zijn geslachtsdeel aangebracht. Nadat Toni door de explosie van de handgranaten in stukken is geblazen, stuurt Sascha een drone met het opschrift "Politie" over de parkeerplaats, waardoor Boris concludeert dat ze door de politie worden gefilmd. Diemel belooft Boris om hem in veiligheid te brengen, naar dezelfde plek als waar Sergović zich bevindt, en en Boris stapt hierop in de kofferbak van Diemels auto.

## Personages
Björn Diemelis een succesvolle advocaat. Tijdens zijn mindfulnesstraining wordt hij een moordenaar. Hij woont gescheiden van zijn vrouw Katharina. Hun dochter heet Emily en zij gaat naar kleuterschool "Als een vis in het water".
Dragan Sergovićis compromisloos en een van de twee kopstukken uit de onderwereld van Berlijn. Samen met Boris voerde hij zijn eerste illegale transacties uit. Na hun ruzies verdeelden ze hun territorium onder elkaar en voerden hun zaken onafhankelijk uit.
Saschais Dragans uit Bulgarije afkomstige handlanger, die bevriend raakt met Diemel. Hij studeerde ooit  milieutechnologie, maar na zijn emigratie naar Duitsland werd zijn diploma niet meer erkend. Terwijl hij in Toni's clubs werkte, volgde hij ook een opleiding tot opvoeder .
Borisis de andere helft van het voormalige duo uit de onderwereld. Hij komt oorspronkelijk uit Rusland en heeft nog steeds een voorliefde voor Russisch eten. Björn omschrijft hem als buitengewoon sympathiek, hoewel niet minder crimineel dan Sergović.
Toniis de rechterhand van Dragan. Hij verkoopt drugs in zijn clubs en staat bekend om zijn compromisloze karakter. Uiteindelijk verraadt hij Sergović om een bendeoorlog te veroorzaken en daar zelf beter van te worden.

## Recensies

### Boekenreeks
Volgens Henry Lübberstedt van Stern.de gebruikt Karsten Dusse de principes van mindfulness met een flinke portie zwarte humor in zijn misdaadroman. De *NDR Matinée* van 3 juli 2019 benadrukt dat Karsten Dusse erin slaagt een absurd misdaadverhaal te combineren met de leer van mindfulness zonder deze belachelijk te maken.

### Bewerking Netflix
De bewerking tot Netflixserie werd kort na het uitbrengen door de VPRO geroemd als "uiterst geestige" zwarte komedie, en gewaardeerd met vier van vijf sterren. HUMO noemde de serie "een knappe donkerkomische serie die nog maar eens bewijst dat Duitsers gevoel voor zwarte humor hebben" en gaf drieënhalf van vijf sterren.

## Boeken
- Achtsam morden. Ein entschleunigter Kriminalroman. Heyne, München 2019, ISBN 978-3-453-43968-9 .
- Das Kind in mir will achtsam morden. Heyne, München 2020, ISBN 978-3-453-42444-9 .
- Achtsam morden am Rande der Welt. Heyne, München 2021, ISBN 978-3-453-27356-6 .
- Achtsam morden im Hier und Jetzt. Heyne, München 2022, ISBN 978-3-453-27386-3 .
- Achtsam morden durch bewusste Ernährung. Heyne, München 2024, ISBN 978-3-453-27387-0 .

## Bewerkingen
Het audioboek van het eerste deel, uitgegeven door Random House Audio, ontving de Duitse Audioboekprijs 2020.
Uitgever en auteur Bernd Schmidt schreef in 2019 een toneelversie van de eerste roman Mindful Morden. De misdaadkomedie als toneelstuk voor drie personen ging op 25 februari 2022 in première in het Kammertheater Karlsruhe. Het stuk werd op 19 augustus 2023 voor het eerst opgevoerd in Zwitserland in het Theater aan de Effingerstrasse in Bern. De Zwitsers-Duitse versie van het stuk (voor drie tot negen personen), geschreven door Joëlle Dolder, is verkrijgbaar bij Breuninger Theaterverlag .
In februari 2022 kondigde Netflix een bewerking aan in de vorm van een achtdelige serie, geproduceerd door Constantin Film met Tom Schilling in de hoofdrol. De serie, geregisseerd door Martina Plura en Max Zähle, werd uitgebracht op 31 oktober 2024. Het scenario is afkomstig van Doron Wisotzky, Anneke Janssen en Michael Kenda. Uitvoerend producent is Oliver Berben. Naast Schilling waren er onder andere rollen weggelegd voor Emily Cox (als Katharina), Pamuk Pilavci (als Emily), Sascha Alexander Geršak (als Dragan), Britta Hammelstein, Murathan Muslu, Peter Jordan en Johannes Allmayer.